# 马尔采洛·布罗佐维奇
马尔采洛·布罗佐维奇（發音：[martsělo brǒːzoʋitɕ]；1992年11月16日—）為一名克罗地亚足球运动员，司职中场，现效力于沙特職業足球聯賽俱樂部艾納斯。克羅地亞國家足球隊成員。

## 俱乐部生涯
2010年，布罗佐维奇在德拉戈沃尔雅克开始职业足球生涯。2011年夏季，他转投萨格勒布火车头。2012年夏季，他和萨格勒布迪纳摩签订一份为期七年的长约。
在欧冠联赛的 2018-19 赛季，国际米兰在 9 月 18 日的首场 B 组赛中以 2-1 逆转击败托特纳姆热刺队，这也是布罗佐维奇首次亮相该赛事。四天后的意甲第 5 轮，国际米兰与桑普多利亚的交锋中，他在第 94 分钟帮助球队攻入决胜一球。
2019年8月26日，国际米兰 4-0 战胜莱切队，布罗佐维奇在本次比赛开门一球也是国际米兰在本赛季的第一个进球。 9 月 21 日，国际米兰以 2-0 战胜米兰德比，首球就是他的功劳。 2020 年 2 月 9 日，国际米兰再次以 4-2 战胜米兰德比，同样也有他的进球。
2021 年 5 月 2 日，赛季结束前的四个比赛日，国际米兰主场以 1-1 战平亚特兰大，凭借薩斯索羅在这次比赛中的进球，国际米兰的进球总数已是名副其实的意甲冠军。这也是国际米兰自 2009-10 赛季以来首次斩获联赛冠军，结束了尤文图斯连续九个赛季的连胜纪录。这也是布罗佐维奇加入国际米兰以来首次品尝到冠军的滋味。
2023年7月3日，沙特職業足球聯賽俱樂部艾納斯確認他們已以1800萬歐元的轉會費簽下布羅佐維奇。

## 国家队生涯
布罗佐维奇曾入选克罗地亚各级国家青年队。2014年5月底，在没有为成年国家队出战的情况下，他被列入克罗地亚参加2014年世界杯足球赛的最终23人名单。
2018年6月4日，克罗地亚国家队公布了俄罗斯世界杯23人大名单，马塞洛·布罗佐维奇入选。

## 榮譽

### 球會
薩格勒布戴拿模
- 克羅地亞甲組足球聯賽冠軍 : 2012–13、2013–14
- 克羅地亞超級盃冠軍 : 2013

 国际米兰
- 義大利足球甲级联赛冠军：2020–21[6]
- 意大利杯冠軍：2021-22、2022-23
- 意大利超级杯冠军：2021、2022
- 欧足联欧洲联赛亞軍：2019-20

 艾納斯
- 阿拉伯球會冠軍盃冠軍：2023[7]

### 國家隊
克羅地亞
- 國際足協世界盃亞軍：2018、季軍：2022

### 個人
- 布拉尼米爾大公勳章：2018年[8]

## 外部連結
- Soccerway資料庫：马尔采洛·布罗佐维奇
- 马尔采洛·布罗佐维奇在BDFutbol中的档案